# Gmogala
Gmogala is een monotypisch geslacht van spinnen uit de  familie van de Theridiidae (Kogelspinnen).

## Soort
- Gmogala scarabaeus Keyserling, 1890